# Aleksandr Guguczija
Aleksandr Iłłarionowicz Guguczija (ros. Александр Илларионович Гугучия, ur. 1905 w Zugdidi, zm. w styczniu 1981 w Suchumi) – radziecki generał major, minister bezpieczeństwa państwowego Dagestańskiej ASRR (1947-1952).

## Życiorys
Gruzin, od stycznia 1919 do marca 1921 uczył się w gimnazjum w Zugdidi, od marca 1921 do kwietnia 1924 w szkole-ośmiolatce w Zugdidi, pracował w wydziale finansowym w Zugdidi. Od sierpnia 1926 do lipca 1927 na wyższych kursach Ludowego Komisariatu Finansów ZSRR w Leningradzie, po powrocie ponownie pracował w wydziale finansowym w Zugdidi, od sierpnia 1929 do sierpnia 1930 był agentem finansowym okręgowego wydziału finansowego w Astrachaniu, od sierpnia 1930 do czerwca 1933 studiował w Instytucie Finansowo-Ekonomicznym w Moskwie, później był inspektorem-ekonomistą Zakaukaskiego Biura Banku Przemysłowego w Tyflisie, od września 1931 kandydat na członka, a od lutego 1937 członek WKP(b). Od sierpnia 1934 do października 1937 pełnomocnik Banku Przemysłowego ZSRR w Abchaskiej ASRR, od października 1937 do stycznia 1938 kierownik wydziału Banku Przemysłowego ZSRR w Abchaskiej ASRR, od stycznia do maja 1938 przewodniczący Państwowej Komisji Planowania Abchaskiej ASRR, od maja 1938 do kwietnia 1939 II sekretarz Komitetu Miejskiego Komunistycznej Partii (bolszewików) Gruzji w Suchumi.
Od kwietnia do 5 października 1939 szef Wydziału Kadr NKWD Gruzińskiej SRR, od 19 lipca 1939 kapitan bezpieczeństwa państwowego, od 5 października 1939 do 3 kwietnia 1940 pomocnik ludowego komisarza spraw wewnętrznych ZSRR ds. kadr, od 3 kwietnia 1940 do marca 1941 zastępca ludowego komisarza spraw wewnętrznych Gruzińskiej SRR ds. kadr, 22 października 1940 awansowany na majora bezpieczeństwa państwowego. Od marca do 15 sierpnia 1941 zastępca ludowego komisarza bezpieczeństwa państwowego Gruzińskiej SRR, od 15 sierpnia 1941 do maja 1943 ponownie zastępca ministra spraw wewnętrznych Gruzińskiej SRR ds. kadr, 14 lutego 1943 mianowany pułkownikiem bezpieczeństwa państwowego, od 29 maja 1943 do 12 czerwca 1944 zastępca ludowego komisarza bezpieczeństwa państwowego Gruzińskiej SRR ds. kadr, od 12 czerwca 1944 do 14 lipca 1945 zastępca ludowego komisarza bezpieczeństwa państwowego Kazachskiej SRR ds. kadr, 19 sierpnia 1944 awansowany na komisarza bezpieczeństwa państwowego, a 9 lipca 1945 na generała majora. Od 14 lipca 1945 do grudnia 1946 szef Zarządu NKGB/MGB Kraju Stawropolskiego, od stycznia do 15 maja 1947 szef Inspekcji MGB ZSRR, od 15 maja 1947 do 17 marca 1952 minister bezpieczeństwa państwowego Dagestańskiej ASRR, od września 1952 do marca 1953 w Wyższej Szkole MGB/MWD ZSRR, 12 lipca 1953 zwolniony ze służby. Później pracował w instytucjach finansowych, od lipca 1976 na emeryturze w Suchumi. Deputowany do Rady Najwyższej ZSRR 3 kadencji.

## Odznaczenia
- Order Czerwonego Sztandaru (8 marca 1944)
- Order Wojny Ojczyźnianej I klasy (3 grudnia 1944)
- Order Czerwonego Sztandaru Pracy
- Order Czerwonej Gwiazdy (20 września 1943)
- Order „Znak Honoru” (24 lutego 1941)

I 9 medali.